# Broscosoma
Broscosoma es un género de coleópteros adéfagos de la familia Carabidae. 

## Especies
Relación de especies:
- Broscosoma baldense Rosenhauer, 1846
- Broscosoma businskae Dvorak, 1998
- Broscosoma convexum Deuve, 1983
- Broscosoma deuvei Lassalle, 1982
- Broscosoma doenitzi Harold, 1881
- Broscosoma gracile Andrewes, 1927
- Broscosoma guttiliforme Deuve, 1985
- Broscosoma janatai Deuve, 2008
- Broscosoma jintangense Deuve, 2008
- Broscosoma kalabi Deuve, 1993
- Broscosoma monticola Habu, 1973
- Broscosoma moriturum Semenov, 1900
- Broscosoma relictum Waissmandl, 1936
- Broscosoma ribbei Putzeys, 1877
- Broscosoma rolex Morvan, 1995
- Broscosoma schawalleri Deuve, 1990
- Broscosoma semenovi Belousov & Kataev, 1990
- Broscosoma sichuanum Deuve, 1990
- Broscosoma uenoi Habu, 1973
- Broscosoma xuechengense Deuve, 2008